# Molen ten Hove

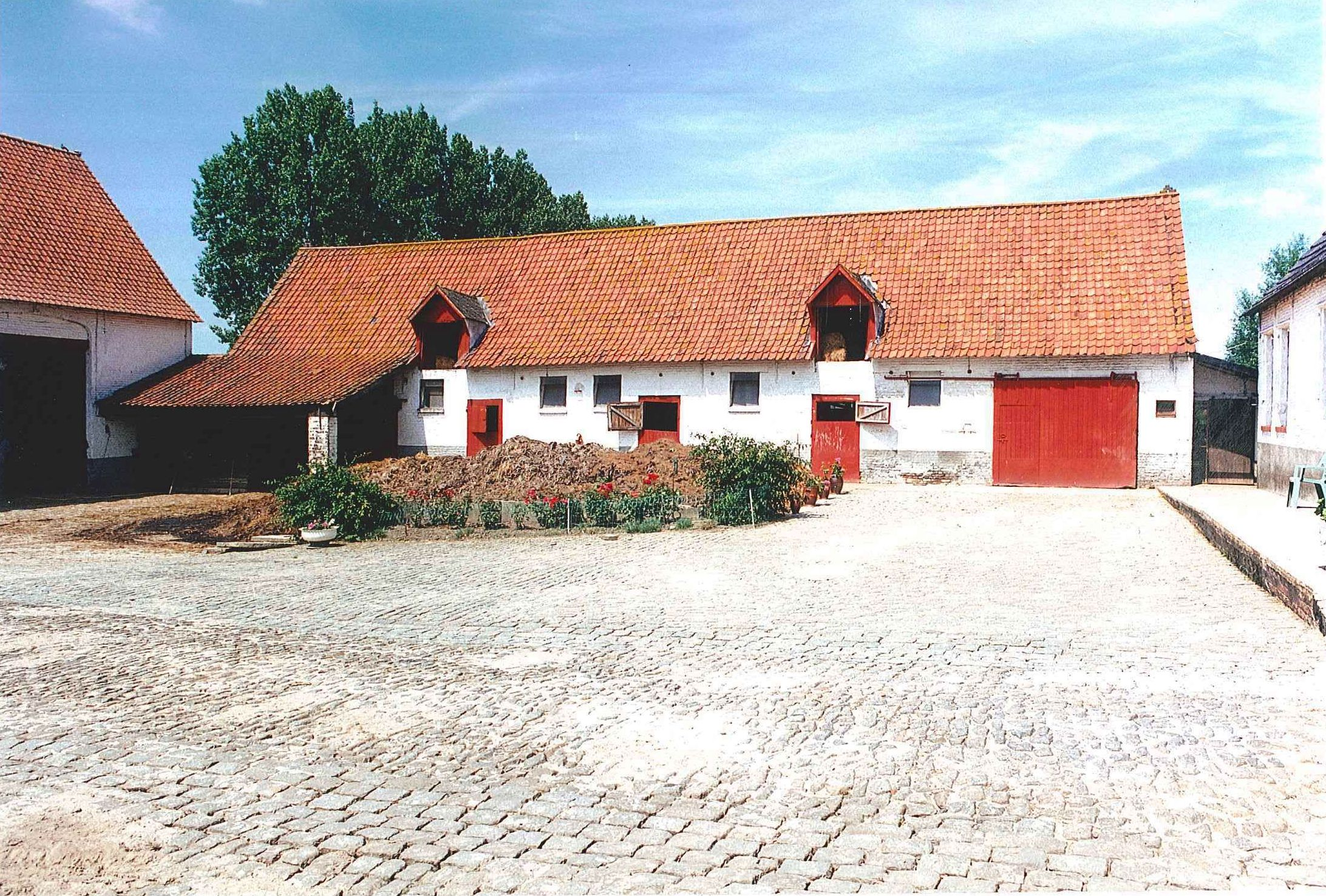

De Molen ten Hove is een voormalige watermolen op de Beiaardbeek aan de Zulzeketraat in Zulzeke (Kluisbergen). 
De molen van het Hof ten Hove werd voor het eerst vermeld in 1543. Ten zuidwesten van de hoeve staan de resten van de watermolen.  De korenmolen was een bovenslagmolen die naar verluidt nog werd gebruikt tot na de Eerste Wereldoorlog. De technische installatie werd verwijderd in 1959 na een brand. Het eenvoudige rechthoekige bakstenen molenhuis heeft een pannen zadeldak en wordt beschaduwd door een linde. De bakstenen boogbrug over de beek en afgebrokkelde strekdam bleven bewaard.
- Inventaris van het Bouwkundig Erfgoed (Vlaanderen): 28461